# Rockvale (Montana)
Rockvale é uma comunidade não incorporada no condado de Carbon,  estado de Montana nos Estados Unidos. Na atualidade tem  um bar e um casino. Existem vestígios da antiga localidade.